# Hemiceras rava
Hemiceras rava är en fjärilsart som beskrevs av William Schaus 1911. Hemiceras rava ingår i släktet Hemiceras och familjen tandspinnare. Inga underarter finns listade i Catalogue of Life.